# Bình Ngô sách
Bình Ngô sách là sách đánh đuổi quân Minh do Nguyễn Trãi dâng lên Lê Lợi khi tới Lỗi Giang vào năm 1423. Sự kiện này được sách Khâm định Việt sử thông giám cương mục ghi nhận.
Bình Ngô sách gồm ba kế sách lớn để đánh thắng quân Minh, đó là những kế sách rất quan trọng, những đường lối đã đẩy mạnh cuộc chiến tranh mau tới thắng lợi hoàn toàn. Nội dung tư tưởng chủ yếu là:"Đánh vào lòng người". Nhờ có Bình Ngô sách mà Nguyễn Trãi đã được Lê Lợi và nghĩa quân Lam Sơn tôn quý và trọng dụng, ông mau chóng trở thành một lãnh tụ của phong trào Lam Sơn. Rất tiếc là bản Bình Ngô sách đó không còn đến ngày nay. Căn cứ vào những ghi chép tản mạn của thư tịch cổ, và nhờ có những nghiên cứu của các sử gia mà sau này chúng ta đã biết được phần nào nội dung của Bình Ngô sách. Một trước tác mà sau này được sử gia Nguyễn Khắc Thuần đã đánh giá tác giả của nó là một chiến lược gia thiên tài, linh hồn của những chiến công hiển hách mà nghĩa quân Lam Sơn đã giành được.